# Ecología del comportamiento
La ecología del comportamiento es la ciencia que estudia la conducta animal desde el punto de vista de la evolución. La ecología del comportamiento estudia las implicaciones ecológicas y evolutivas de las estrategias de comportamiento de los animales en situaciones relevantes desde el punto de vista de la teoría de la evolución neodarwinista, también conocida como síntesis evolutiva moderna o teoría sintética de la evolución.

## Historia de la ecología del comportamiento
La ecología del comportamiento surgió como una disciplina de la etología poco después de que Nikolaas Tinbergen, considerado un pionero en el estudio del comportamiento animal, describiera las cuatro causas de la conducta. Se considera a John R. Krebs y Nicholas B. Davies como pioneros en la consolidación de la disciplina. No sin antes mencionar que el verdadero y único padre fundador de la ciencia del comportamiento animal fue el biólogo Konrad Lorenz quien estableció las bases del estudio del comportamiento animal desde su infancia y del lenguaje animal, estableciendo no solo una pauta para el resto de científicos de esta corriente, sino que dejó claro que en el reino animal no solo existe un nivel complejo de comunicación que a su vez puede determinar un comportamiento específico.
Se considera una de las disciplinas de la ecología y la etología de mayor avance en las últimas décadas considerándose una de las ciencias más relevantes de la biología evolutiva. Autores como Manuel Soler, consideran que es etología moderna.

### Ecología del comportamiento humano
En su aplicación al estudio de los seres humanos, por psicólogos evolucionistas y ecólogos del comportamiento ha aportado nuevas ideas que ilustran nuestra propia comprensión.

## Etología y ecología del comportamiento

### Etología y psicología animal
Tradicionalmente se ha entendido que la etología estudia del comportamiento de los animales en su estado natural. Frente al estudio en ese estado natural se considera que cuando se estudia la conducta en condiciones de laboratorio o controladas dichos estudios se englobarían en la disciplina de la Psicología animal o comparada. 

### Ecología del comportamiento
La ecología del comportamiento no solo estudia el comportamiento de los seres vivos, sino que también se interesa en las razones tanto ecológicas como evolutivas de este comportamiento.
Uno de los principales representantes de la escuela de la Ecología del comportamiento es Richard Dawkins.